# Un juicio de piedra
A Judgement in Stone (conocida en español como Un juicio en piedra) es una novela publicada en 1977 por Ruth Rendell, ampliamente considerada como una de las cumbres de su trayectoria. Fue publicada en español por primera vez en 1982.
Ha llegado a hacerse célebre en el mundo de las novelas de intriga criminal por la frase con la que empieza: «Eunice Parchman mató a la familia Coverdale porque no podía leer ni escribir«». Además ha sido aclamada como un agudo retrato social de las diferencias de clase imperantes en la sociedad británica durante la década de los setenta.

## Resumen
La novela cuenta la terrible historia de una analfabeta a contrapelo de una sociedad donde toda comunicación pasa por la palabra escrita. Eunice Parchman fue una niña sin escolarizar por haber sido desplazada durante la Segunda Guerra Mundial. Llevaba muy mal la peor de las minusvalías, especialmente cuando entró a trabajar como sirvienta en casa de los Coverdale, universitarios, cultos y refinados, hasta el punto de que acabaría matándolos cuando vio que estaban a punto de descubrir su gran secreto.

## En el cine
La novela ha sido llevada al cine en dos ocasiones: la primera fue en 1986 como The Housekeeper, protagonizada por Rita Tushingham. La segunda adaptación llegó en 1995 con La ceremonia, dirigida por Claude Chabrol y protagonizada por Isabelle Huppert como la mujer que ayuda a matar a la familia y por Sandrine Bonnaire como la joven analfabeta y disléxica.

## Edición
- 1997, Reino Unido, Hutchinson (ISBN 0-09-129070-8), publicado el 2 de mayo. (primera edición)

## Lanzamiento en español
Fue publicada en español en 1982 por la editorial Noguer.